# فیلیپ دوم، شاهزاده تارانتو
فیلیپ دوم، شاهزاده تارانتو (انگلیسی: Philip II, Prince of Taranto؛ ۱۳۲۹ – ۲۵ نوامبر ۱۳۷۳) شاهزاده تارانتو، شاهزاده آخا و امپراتور اسمی قسطنطنیه از سال ۱۳۶۴ تا زمان مرگش در سال ۱۳۷۳ میلادی بود. وی همچنین فرزند فیلیپ یکم، شاهزاده تارانتو و کاترین دوم، ملکه لاتین بود و با ماریا کالابریا و الیزابت اسلاونیا ازدواج کرد وی از آنها صاحب چهار فرزند شد که هیچ یک زنده نماندند.